# Adam Szerszeń
Adam Szerszeń – polski śpiewak klasyczny, operowy, operetkowy i musicalowy (baryton) występujący na scenach polskich i światowych; Adiunkt na Wydziale Wokalno-Aktorskim Akademii Muzycznej im. Karola Szymanowskiego w Katowicach, absolwent tejże w klasie śpiewu prof. Michaliny Growiec (2002, dyplom z wyróżnieniem), dwukrotny stypendysta Ministra Kultury i stypendysta Fundacji im. Kołłątaja.

## Kariera zawodowa
W latach 1995–1998 należał do chóru Filharmonii Śląskiej, zaś w latach 1998–2002 był członkiem zespołu Camerata Silesia. Z zespołem tym koncertował w kraju i za granicą, brał udział w prawykonaniach wielu dzieł muzyki współczesnej, nagrał także cztery płyty, w tym album zawierający Completorium G.G. Gorczyckiego nagrany z udziałem słynnej śpiewaczki Emmy Kirkby dla wytwórni fonograficznej Musicon. W latach 2002–2005 był solistą Opery Śląskiej, Także od 2002 roku był asystentem na Akademii Muzycznej w Katowicach. Od 2003 do 2009 roku występował gościnnie jako solista Teatru Wielkiego w Poznaniu, a od 2012 do 2015 solista Teatru Wielkiego w Łodzi. Od 2004 roku jest także gościnnym solistą Teatru Wielkiego-Opery Narodowej w Warszawie, gdzie kreował pierwszoplanowe partie w siedmiu premierach i kilkudziesięciu spektaklach. W 2014 roku uzyskał stopień doktora sztuk muzycznych. Od września 2015 roku jest solistą Opery Krakowskej.

## Nagrody i wyróżnienia[3]
- 1998 – wyróżnienie drugiego stopnia na Ogólnopolskim Konkursie Wokalnym im. Franciszki Platówny,
- 1998 – druga nagroda na Konkursie Wokalnym im. Ludomira Różyckiego w Gliwicach,
- 1999 – pierwsze miejsce na II Międzyuczelnianym Konkursie Polskiej Muzyki Wokalnej w Katowicach,
- 1999 – nagroda specjalna za najlepsze wykonanie polskiej pieśni współczesnej na IV Międzyuczelnianym Konkursie Wykonawstwa Polskiej Pieśni Artystycznej w Warszawie,
- 2001 – druga nagroda na Międzynarodowym Konkursie Muzyki Kameralnej w Łodzi.

## Spektakle i koncerty
Artysta ma w swoim repertuarze 30 ról w następujących operach: Ch.W. Gluck - Orfeo ed Euridice, H. Purcell - Dydona i Eneasz, W.A. Mozart - Così fan tutte, G. Bizet - Carmen, G. Verdi - Aida, Traviata, Ernani, Don Carlos, Un ballo in mascera, I Due Foscari, Stiffelio, La forza del destino, U. Giordano - Andrea Chénier, P. Czajkowski - Dama pikowa, Eugeniusz Oniegin, M. Musorgski - Borys Godunow, G. Puccini – La Bohème, Madama Butterfly, Tosca, S. Moniuszko - Starszny dwór, Halka, L. van. Beethoven – Fidelio, K. Millöcker - Bettelstudent, B. Bartók - Zamek Sinobrodego, Ph. Glass - The fall of house of Usher, J. Strauss - Die Fledermaus, Księżniczka Czardasza, R. Wagner - Tannhäuser.
Jego dorobek artystyczny to również dzieła oratoryjno-kantatowe, m.in.: L. v. Beethoven – IX symfonia, J. Brahms - Niemieckie requiem, J. Haydn - Stabat Mater, Stworzenie świata, G. Faurée - Requiem, K. Szymanowski - Stabat Mater, H.M. Górecki - Beatus Vir,  J.S. Bach - Magnificat, Ich habe genung, F. List - Via Crucis, G. Puccini - Missa di Gloria, A. Ramirez - Missa Criolla, L. Boulanger - Faust et Helene, S. Rachmaninow - Dzwony. Cykle pieśni: G. Mahler - Lieder eines fahrenden Gesellen, Kindertotenlieder, J. Brahms - Vier ernste Gesange, A. Dvořák - Pieśni cygańskie, J. Świder - Chamber Music, T. Baird - 4 Sonety miłosne, M. Ravel - 3 Pieśni Don Kichota do Dulcynei, Pieśni do słów Mallarme.
Trzykrotnie występował na festiwalu Warszawska Jesień, a także na festiwalu Gaude Mater w Częstochowie, Anima Mundi w Pizie, festiwalu Stanisława Moniuszki w Kudowie-Zdroju, Europejskim Festiwalu Operowym w Krynicy, Bydgoskim Festiwalu Operowym, Międzynarodowym Festiwalu Muzycznym im. Krystyny Jamroz w Busku-Zdroju i wielu innych. Koncertował z najlepszymi polskimi orkiestrami filharmonicznymi, dokonał także nagrań archiwalnych dla radia i telewizji.
W 2011 roku artysta wystąpił w Warszawie podczas festiwalu "Chopin i jego Europa".

### Wybrane spektakle
- 2018 – 2020 – Straszny dwór, jako Miecznik; Teatr Wielki w Łodzi;[5]
- 2018 – 2020 – Tosca, jako Scarpia; Opera Krakowska, Opera House;[5]
- 2018 – Aida, jako Amonasro; Teatr Wielki w Łodzi;[5]
- 2018 – 2021 – Carmen, jako Escamillo;  Opera Krakowska, Opera House;[5]
- 2018 – 2021 – Cyganeria, jako Marcello;  Opera Krakowska, Opera House;[5]
- 2019 – 2020 – Der Zigeunerbaron, jako Piotr Homonay; Opera Krakowska, Teatr im. Juliusza Słowackiego;[5]